# Рик Бърман
Ричард Кейт Бърман (на английски: Richard Keith Berman) (роден на 25 декември 1945 в Ню Йорк, САЩ) е американски телевизионен продуцент, известен е най-вече като изпълнителен продуцент на сериалите Стар Трек, заменяйки починалия Джин Родънбъри

## Работа в телевизията
През 1967 Бърман завършва университет с бакалавърска степен. От 1977 до 1982 над детски сериал по PBS. За тази си работа получава награда Еми.
От 1982 до 1984 Рик работи в HBO и PBS като независим продуцент.
През 1984 Бърман започва работа в Paramount Pictures като директор на програмите.

## Стар Трек
През 1987 г. Джин Родънбъри кани Бърман да работи над сериала „Стар Трек: Следващото поколение“. След смъртта на Родънбъри оглавява работата над шоуто.
Рик Бърман е изпълнителен продуцент и съавтор на сериалите: „Стар Трек: Космическа станция 9“ (заедно с Майкъл Пилър), „Стар Трек: Вояджър“ (заедно с Джери Тейлър) и „Стар Трек: Ентърпрайз“ (заедно с Бранън Брага).
Бърман продуцира и игралните филми „Стар Трек VII: Космически поколения“, „Стар Трек VIII: Първи контакт“, „Стар Трек IX: Бунтът“, „Стар Трек X: Възмездието“.
Бърман продуцира филм с работно заглавие „Стар Трек XI“.